# L'Appel du printemps
L'Appel du printemps est une mélodie de la compositrice Augusta Holmès composée en 1892.

## Composition
Augusta Holmès compose cette mélodie en 1897 sur un poème écrit par elle-même. La tonalité originale est en fa  majeur, pour voix de mezzo-soprano ou de baryton. Une autre version existe aussi en la majeur pour voix de soprano ou ténor. Elle a été éditée aux éditions Durand et Fils.

## Poème
Le poème a été écrit par Augusta Holmès :
Amoureux, amoureuses,

Suivez moi dans les bois retentissants !

Imitez les accents

Des colombes heureuses

Ô Bergers, à genoux !

Bergères attendrissez vous…

Livrez aux baisers timides et doux

Vos gazes légères !

Car l'Amour

N'a qu'un jour,

La rose n'a qu'une heure,

Et l'ennui demeure,

Et l'hiver on pleure,

L'été…

Et la Beauté !

Ô Bergers, à genoux !

Bergères attendrissez vous…

Livrez aux baisers timides et doux

Vos gazes légères !

Amoureux, amoureuses,

Je ramène les fleurs et les Désirs !

Saisissez les Plaisirs !

Par leurs ailes heureuses !

Ô Bergers, parlez bas !

Bergères,

Ne résistez pas !

L'Amour suppliant vous montre là-bas

Les mousses légères !…

Ah, cédez !

Accordez

L'extase que votre âme

En secret réclame !

Une lèvre en flamme,

En fleurs,

Sèche les pleurs !

Ô Bergers, parlez bas !

Bergères,

Ne résistez pas !

L'Amour suppliant vous montre là-bas

Les mousses légères !…

L'Amour triomphant vous ouvre les bras !

Cédez, ô Bergères !

## Réception
L'Appel du printemps a été joué par le baryton Arthur de Gabriac au salon de la vicomtesse Jeanne-Marie Say Trédern.